# Eupithecia prouti
Eupithecia prouti är en fjärilsart som beskrevs av Bytinsky-salz och Brandt 1937. Eupithecia prouti ingår i släktet Eupithecia och familjen mätare. Inga underarter finns listade i Catalogue of Life.